# Collesis
Collesis is een geslacht van vlinders van de familie spanners (Geometridae), uit de onderfamilie Geometrinae.

## Soorten
- C. fleximargo (Warren, 1909)
- C. mimica Warren, 1897